# BON BON
"BON BON" é um single da banda Hey! Say! 7, que está presente no anime Lovely Complex.